# Robert Hondermarcq
Robert Hondermarcq, né le 19 octobre 1946 à Horrues est un homme politique belge wallon, membre du PRL.
Il est docteur en médecine vétérinaire, agronome, agriculteur.

## Fonctions politiques
- Député fédéral belge du 23 mai 2001 au 10 avril 2003 en remplacement de Jean-Paul Moerman, démissionnaire.
- Echevin de Soignies.